# أندرو جاكسون هيوستن
أندرو جاكسون هيوستن (بالإنجليزية: Andrew Jackson Houston) (و. 1854 – 1941 م) هو سياسي، ومحام، ومؤرخ من الولايات المتحدة الأمريكية ولد في إينديبيندس، تكساس.
تولى منصب عضو مجلس الشيوخ الأمريكي .وهو عضو في الحزب الديمقراطي الأمريكي، والحزب الجمهوري .

## التعليم
تعلم في الأكاديمية العسكرية الأمريكية، وجامعة بايلور.